# Jean Vilar
Jean Vilar (25 tháng 3 năm 1912 - 28 tháng 5 năm 1971) là một diễn viên sân khấu và điện ảnh người Pháp, đồng thời cũng là đạo diễn và là người sáng lập Festival Avignon vào năm 1947. Jean Vilar sinh tại Sète, miền Nam nước Pháp. Năm 1932, ông lên Paris học về văn chương, nhưng cũng theo học cả về triết học và sân khấu. Năm 1935, Jean Vilar xuất lần đầu trong vở Faiseur của Honoré de Balzac tại nhà hát Atelier. Năm 1947, trong sân Cung điện của Giáo hoàng ở Avignon, Jean Vilar tổ chức tuần lễ kịch nghệ, sau đó trở thành Festival Avignon. Ông giữ vai trò tổ chức liên hoan này cho tới tận khi mất vào năm 1971. Ngoài ra, Jean Vilar còn là Nhà hát quốc gia đại chúng (Théâtre national populaire) từ 1951 đến 1963.